# 宣靖陵
宣靖陵（：／ Seonjeongneung）是朝鲜王朝的帝王陵墓，現址位於韓國首爾特別市江南區三成2洞、COEX的西側，鄰近地鐵宣陵站和宣靖陵站。宣靖陵是首爾的著名的觀光景點，由「宣陵」、「靖陵」兩座帝王陵寢及貞顯王后墓所組成，中央區域則為三陵公園；2009年被列入世界文化遺產。

## 區域內部

### 宣陵
宣陵是朝鮮成宗的陵墓。建于燕山君元年（1495年）。

### 貞顯王后墓
貞顯王后墓位於宣陵旁邊、是成宗的王后贞显王后的陵墓。

### 靖陵
靖陵，朝鮮中宗的陵墓，位於公園的東側。建于明宗十七年（1562年）

### 三陵公園
三陵公園位於宣靖陵的中央，在宣陵、貞顯王后墓與靖陵之間。

## 參觀資訊
售票時間：09:00-17:30（冬季:09:00-16:30）
觀覽時間：09:00-18:00（冬季:09:00-17:00）

## 外部連結
- 首爾王陵影片